# Mohamed Ismail Hossain
Mohamed Ismail Hossain (* 16. April 1992) ist ein bangladeschischer Leichtathlet, der sich auf den Weitsprung spezialisiert hat und auch im Sprint an den Start geht.

## Sportliche Laufbahn
Erste internationale Erfahrungen sammelte Mohamed Ismail Hossain im Jahr 2016, als er bei den Südasienspielen in Guwahati mit einer Weite von 7,20 m den sechsten Platz im Weitsprung belegte. Im Jahr darauf schied er dann bei den Asienmeisterschaften in Bhubaneswar mit 5,01 m in der Qualifikation aus. 2019 nahm er im 100-Meter-Lauf an den Asienmeisterschaften in Doha teil, scheiterte dort aber mit 11,17 s in der ersten Runde. 2023 wurde er bei den Asienmeisterschaften in Bangkok mit 6,82 m 16. im Weitsprung und 2025 schied er bei den Asienmeisterschaften in Gumi mit 11,03 s in der ersten Runde über 100 Meter aus.
In den Jahren von 2019 bis 2021 wurde Hossain bangladeschischer Meister im 100-Meter-Lauf sowie 2022 im Weitsprung und 2021 und 2022 in der 4-mal-100-Meter-Staffel.

## Persönliche Bestleistungen
- 100 Meter: 10,70 s (+1,1 m/s), 23. September 2022 in Dhaka
- Weitsprung: 7,55 m, 225. Dezember 2016 in Dhaka